# Dieta di Spira (1570)
La quinta Dieta imperiale di Spira, nota anche come la Dieta del 1570 (talvolta ci si riferisce come Spira V), fu una Dieta del Sacro Romano Impero tenutasi nel 1570 nella città libera di Spira, ora l'attuale Speyer in Germania. La Dieta condannò i risultati della Dieta di Spira del 1526 e proibì future riforme evangeliche. Era conseguenza anche della Protesta di Spira.

## Dieta
La Dieta decise di consentire la stampa solo nelle libere città imperiali, residenze e città universitarie. La Dieta inoltre decise di restituire una parte dei terreni confiscati al principe elettore Giovanni Federico II di Sassonia ai suoi figli. Giovanni Casimiro ricevette l'area di Coburgo e Giovanni Ernesto l'area di Eisenach.
La Dieta inoltre aderì al Trattato di Spira del 1570 in cui il re Giovanni Sigismondo Zápolya d'Ungheria abdicò dal trono in favore dell'Imperatore del Sacro Romano Impero Massimiliano II. Giovanni II d'Ungheria divenne così Principe di Transilvania.